# Alfabeto tcheco
O Alfabeto Tcheco é composto de 32 letras. Essas letras correspondem às do alfabeto latino, com a maioria das letras iguais às do idioma português.
As letras Q e W são utilizadas apenas em palavras estrangeiras, sobretudo nomes, tendendo a ser substituídas por Kv e V, respectivamente. O dígrafo Ch está situado a seguir ao H.
São igualmente utilizados 12 caracteres com diacríticos sem entrada separada no alfabeto tcheco.

## Pronúncia
Veja abaixo cada letra da língua tcheca com sua respectiva pronúncia em português:
| Letra Tcheca | Equivalente em Português |  | Letra Tcheca | Equivalente em Português                   |  | Letra Tcheca | Equivalente em Português |  | Letra Tcheca | Equivalente em Português |  |
| ------------ | ------------------------ |  | ------------ | ------------------------------------------ |  | ------------ | ------------------------ |  | ------------ | ------------------------ |  |
| A            | A                        |  | F            | F                                          |  | N            | N                        |  | T            | T                        |  |
| Á            | Á                        |  | G            | G                                          |  | Ň            | NH                       |  | Ť            | Tj                       |  |
| B            | B                        |  | H            | R / RR leve, como em "raíz", "correr"      |  | O            | O                        |  | U            | U                        |  |
| C            | TS                       |  | CH           | Q-RÊ fechado, rápido e leve, como em "rei" |  | Ó            | Ó                        |  | Ú            | Ú                        |  |
| Č            | TCH                      |  | I            | I                                          |  | P            | P                        |  | Ů            | U longo                  |  |
| D            | D                        |  | Í            | Í                                          |  | Q            | Q                        |  | V            | V                        |  |
| Ď            | Dj                       |  | J            | I                                          |  | R            | R forte                  |  | Y            | I                        |  |
| E            | E                        |  | K            | K                                          |  | Ř            | Rj                       |  | Ý            | I longo                  |  |
| É            | É                        |  | L            | L                                          |  | S            | S                        |  | Z            | H                        |  |
| Ě            | IE                       |  | M            | M                                          |  | Š            | CH, (X)                  |  | Ž            | J                        |  |
|              |                          |  |              |                                            |  |              |                          |  |              |                          |  |